# Intérêt (psychologie)
Pour les articles homonymes, voir Intérêt.
L'intérêt est un sentiment qui nous attache à nos avantages, qui nous fait rechercher l’agréable ou l’utile, le bien-être, la fortune, le profit.
L'intérêt consiste en une curiosité et une bienveillance à l'égard d'une personne ou d'une chose.
Lorsque l'intérêt est exclusivement orienté vers la satisfaction personnelle, on parle d'intérêt personnel ou d'égoïsme. L'expression est péjorative dans ce cas.
Dans le domaine socio-économique, l'économiste écossais Adam Smith, considéré comme le fondateur de l'économie moderne, évoque dans la Richesse des Nations (1776) l'idée que des actions guidées par notre seul intérêt personnel peuvent contribuer à la richesse et au bien-être commun. Selon lui, c'est une « main invisible » qui guide les actions des individus.

## Évaluation
Il existe différents modèles ainsi que différents tests qui permettent d'appréhender la notion des intérêts. Parmi les modèles les plus connus, nous pouvons citer le modèle RIASEC de John L. Holland.